# Ásbyrgi
Ásbyrgi,  (Asaborgen på isländska), är en hästskoformad kanjon i republiken Island.  Den ligger i regionen Norðurland eystra, i den nordöstra delen av landet. Den har upp till 100 meter höga, branta sidor. Ásbyrgi har en längd på 3,5 km och en bredd på 1 km. Den ingick tidigare i Jökulsárgljúfur nationalpark. Sedan 2008 ingår den i Vatnajökulls nationalpark. 

## Olika förklaringar till dalens hästskoform
På flygbilder ser Ásbyrgi ut som om en jättehäst hade satt ner sin fot. Enligt sägnen är det Odens åttabenta häst Sleipner som har satt sin fot just där när guden red förbi. Enligt en geologisk förklaring har Ásbyrgi uppstått när enorma vattenmassor har forsat ner från glaciärerna på Vatnajökulls norra del vid två tillfällen, det ena för 10 000 år sedan och det andra för ungefär 3 000 år sedan. Sedan dess har älven Jökulsá á Fjöllum flyttat sig en bit österut.

## Dalens inre
I Ásbyrgis innersta del finns en liten tjärn som heter Botnstjörn. I centrum av Ásbyrgi finns en klippformation med en bredd upp till 200 meter. Den heter Eyjan (på svenska Ön). Området är skogbevuxet med björk och ask. På senare tid har man planterat tallar, som trivs bra i Ásbyrgi. På de branta klipporna häckar stormfågel, medan andra fåglar föredrar skog och ängar.